# Yólotl (nombre)
Yólotl es un nombre personal femenino de origen náhuatl cuyo significado es "corazón". Su forma reverencial es Yollotzin. Suele escribirse también como Yollotl, con o sin acento.
Acerca de su pronunciación, el Diccionario del náhuatl en el español de México menciona lo siguiente:

Recordamos al lector que en náhuatl, a diferencia del castellano, la grafía "ll" no se pronuncia como "y", sino como "l" alargada o doblemente articulada (es decir, suspendiendo un instante la primera "l" y luego articulando la segunda).

La palabra yóllotl es empleada para formar el nombre Yolloxóchitl, cuya forma reverencial es Yolloxochitzin, y que significa "flor del corazón" (del náhuatl yóllotl, corazón, y xóchitl, flor). El nombre Yolloxóchitl o Yoloxóchitl se usa como nombre personal femenino. Yoloxóchitl es también el nombre de una la localidad situada en el Municipio de San Luis Acatlán, Guerrero, México; y el nombre de una planta medicinal.

## Personajes célebres
- Yolotl González Torres, etnóloga mesoamericanista mexicana.
- Yoloxóchitl Bustamante Díez, ingeniera mexicana, anterior directora general del Instituto Politécnico Nacional.

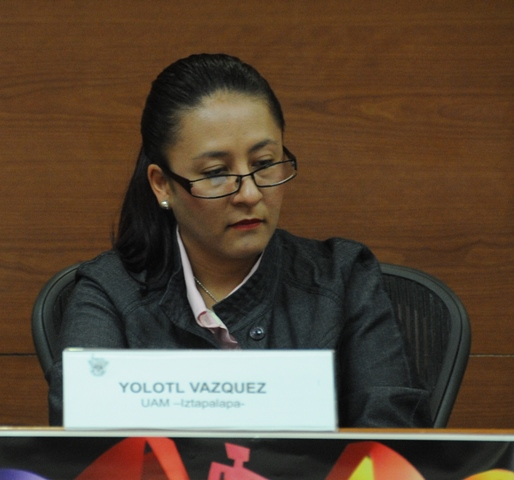
Yolotl Vázquez